# Quillwort Pond
Quillwort Pond est un étang américain dans le comté de Klamath, en Oregon. Il est situé à 1 900 mètres d'altitude au sein du parc national de Crater Lake.